# عامل الكفاءة
عامل الكفاءة أو رقم الكفاءة هي الكمية المستخدمة لوصف أداء الجهاز (الكهربائي), ونظامه وأسلوبة بالنسبة إلى بدائله.

## أمثلة
- معدل الساعة في CPU.
- نسبة التباين في LED.
- عامل التعبئة في الخلايا الشمسية.
- دقة مستشعر التصوير في الكاميرا الرقمية.
- عمر البطارية في أجهزة الكمبيوتر المحمولة.[1]

## تطبيقات

### الهندسة
في الهندسة, غالباً ما يتم تحديد أرقام الكفاءة لمواد وأجهزة خاصة من أجل تحديد الفائدة النسبية للتطبيق.

### التجارة
في التجارة, غالباً ما تستخدم هذه الأرقام كأداة تسويقية لإقناع المسئولين لاختيار علامة تجارية معينة.